# Ладислав Штефко
Ладислав Штефко (словац. Ladislav Šteffko; * 11 лютого 1909, Одеса — 17 вересня 1981, Мартін) — словацький математик і педагог.
Після закінчення вивчення математики та нарисної геометрії в Карловому університеті в Празі працював у гімназіях у Зволені, Трнаві, Кошице, Пряшові, Мартіні, Кляшторі-под-Знєвом і Турчянських Теплицях. Особливу увагу приділяв талановитим учням з математики. Він отримав нагороду від ÚV MO, ÚV JČSMF та ÚV JSMF.